# Okręty rakietowe typu Orkan
Okręty rakietowe typu Orkan (okręty rakietowe projektu 660M) − seria trzech małych okrętów rakietowych, zbudowanych na zamówienie Marynarki Wojennej w oparciu o kadłuby nieukończonych okrętów projektu 151 (kod NATO: Sassnitz), pozyskanych ze stoczni VEB Peenewerft. Jednostki, początkowo pozbawione kierowanych pocisków przeciwokrętowych, wcielono do służby w Marynarce Wojennej w latach 1992, 1994 oraz 1995 jako okręty rakietowe projektu 660. W wyniku modernizacji przeprowadzonej w latach 2008–2009 okręty wyposażono w nowoczesny sprzęt elektroniczny, spełniający standardy NATO, oraz przeciwokrętowe pociski kierowane RBS15. Zmodernizowane jednostki oznaczono jako okręty rakietowe projektu 660M.
Jednostki typu Orkan służą w stacjonującym w Gdyni Dywizjonie Okrętów Bojowych 3. Flotylli Okrętów i stanowią jeden z jej głównych elementów uderzeniowych. Ich zadaniem jest wykonanie ataków rakietowych na okręty nawodne i statki przeciwnika, zwalczanie środków napadu powietrznego, zapewnianie eskorty dla  własnych okrętów i statków, a także patrolowanie i ochrona szlaków komunikacyjnych oraz wybranych obszarów morskich.

## Historia
W 1972 roku w Polsce rozpoczęto prace nad programem budowę nowych okrętów rakietowych dla Marynarki Wojennej, które miały zastąpić starzejące się okręty projektu 205 eksploatowane we flocie. Programowi nadano kryptonim „Tukan”, powstający projekt okrętów oznaczono jako projekt 665. W wyniku prowadzonych prac rozwojowych Marynarka Wojenna uzyskać miała kutry rakietowo-artyleryjskie o wyporności około 470 ton, rozwijające prędkość około 38 węzłów. Uzbrojenie kutrów projektu 665 stanowić miały 4 wyrzutnie pocisków przeciwokrętowych, dziobowa armata kalibru 76,2 mm oraz dwie armaty AK-630 na rufie. W roku 1977 projekt zatwierdzony został przez Marynarkę Wojenną. W tym samym roku rozpoczęły się przygotowania do budowy pierwszego okrętu, poprzez zakup materiałów potrzebnych do budowy jednostki prototypowej. W 1978 roku rozpoczęły się problemy z realizacją programu wynikające z tego, że  dostawca uzbrojenia – ZSRR, odmówił dostarczenia uzbrojenia rakietowego i systemów kierowania ogniem. Rok później podjęto decyzję o zawieszeniu całego programu na czas nieokreślony. Ostatecznie w marcu 1980 roku zapadły decyzje o rezygnacji z budowy przez polskie stocznie okrętów. Stocznia gdańska poniosła ogromne straty w wyniku zakupu materiałów, mechanizmów, a także silników M504B3.
W związku z tym kierownictwo Marynarki Wojennej zmuszone było do zakupu od ZSRR czterech okrętów rakietowych projektu 1241RE (ORP „Górnik”, ORP „Hutnik”, ORP „Metalowiec” i ORP „Rolnik”). Decyzja ta pozwoliła na wycofywanie używanych wówczas kutrów rakietowych typu Osa . Jednak te cztery jednostki projektu 1241 nie zapełniały luki, powstałej po wycofanych kutrach typu Osa. Decydenci uznali, że konieczny jest zakup kolejnych, nowych okrętów, lecz sytuacja polityczna oraz gospodarcza kraju nie pozwalała na to .
W latach dziewięćdziesiątych XX wieku podjęto decyzję o odkupieniu od Niemieckiej Marynarki Wojennej trzech kadłubów nieukończonych jednostek projektu 151 (kod NATO: Sassnitz) budowanych w stoczni VEB Peenewerft. Okręty projektu 151 budowano pierwotnie dla floty Niemieckiej Republiki Demokratycznej. Niemcy planowali budowę łącznie do 9 takich jednostek, lecz po zjednoczeniu Niemiec zarzucono realizację projektu. Finalnie zbudowano 7 kadłubów, znajdujących się w różnym stopniu ukończenia. Dwie ukończone jednostki wcielono początkowo do Volksmarine, po zjednoczeniu Niemiec wcielone zostały do Deutsche Marine. Po przeprowadzonych próbach zostały szybko wycofane, rozbrojone i przebudowane, po czym weszły w skład Bundespolizei. Odkupione przez Polskę trzy kadłuby o numerach stoczniowych 151.5, 151.6, 151.7 zostały odholowane do Stoczni Północnej przez holownik PRO „Tumak” w celu przebudowy i wyposażenia. Okręty oznaczono jako projekt 660 . Pozostałe dwa nieukończone kadłuby złomowano.
Powstające jednostki planowano uzbroić w przeciwokrętowe pociski manewrujące Ch-35. Jednak ze względu na problemy finansowe panujące wówczas w Polsce proces wyposażania i uzbrajania jednostek uległ znacznemu przedłużeniu i ostatecznie nie udało się tych rakiet uzyskać od producenta. Z powodu wycofywania ze służby kutrów projektu 205 postanowiono wprowadzić jednostki typu Orkan do służby bez głównego uzbrojenia, aby utrzymać ciągłość szkolenia załóg. Jako pierwszy, 18 września 1992 roku, wprowadzony został do służby ORP „Orkan”, 11 marca 1994 roku podniesiono banderę na ORP „Piorun”, a 28 kwietnia 1995 roku - na ORP „Grom” . Ponieważ okręty nie miały głównego uzbrojenia przeciwokrętowego, stawiane przed nimi zadania realizowały jako ścigacze artyleryjskie.
W 2006 roku podpisano umowę z firmą Thales Naval Nederland dotyczącą modernizacji okrętów oraz, co najważniejsze, uzbrojenia ich w pociski przeciwokrętowe. Proces modernizacji okrętów trwał w latach 2008–2009, odbywał się w Stoczni Marynarki Wojennej. Jednostki częściowo przebudowano, zainstalowano na nich między innymi nowe systemy nawigacji, radary oraz nowe wyposażenie elektroniczne. Okręty dozbrojono w dwa karabiny maszynowe oraz pociski przeciwokrętowe RBS15 Mk 3, jednak nie wymieniono dotychczasowego uzbrojenia artyleryjskiego składającego się z działa AK-176M, wielolufowego systemu artyleryjskiego AK-630, wyrzutni rakiet przeciwlotniczych Strzała-2M oraz siłowni. Integracja okrętów z RBS15 Mk 3 zakończyła się w 2015 roku, do tego czasu dwa okręty dysponowały przejściowo pociskami RBS15 Mk 2 .
W latach 2018–2023 planowano przeprowadzenie gruntownej modernizacji jednostek poprzez wymianę siłowni okrętowych na nowe, dotychczasowego uzbrojenia artyleryjskiego, modernizacji okrętowego systemu dowodzenia Tacticos oraz radaru wykrywania celów powietrznych i nawodnych Sea Giraffe. Jednak w kwietniu 2020 roku Ministerstwo Obrony Narodowej wycofało się z realizacji tego programu.
| Numer burtowy | Nazwa        | Położenie stępki     | Wodowanie            | Wejście do służby | Los okrętu |
| ------------- | ------------ | -------------------- | -------------------- | ----------------- | ---------- |
| 421           | ORP „Orkan”  | 12 sierpnia 1990     | 29 września 1990     | 18 września 1992  | w służbie  |
| 422           | ORP „Piorun” | 10 września 1990     | 19 października 1990 | 11 marca 1994     | w służbie  |
| 423           | ORP „Grom”   | 12 października 1990 | 11 grudnia 1990      | 28 kwietnia 1995  | w służbie  |

## Konstrukcja

### Opis ogólny

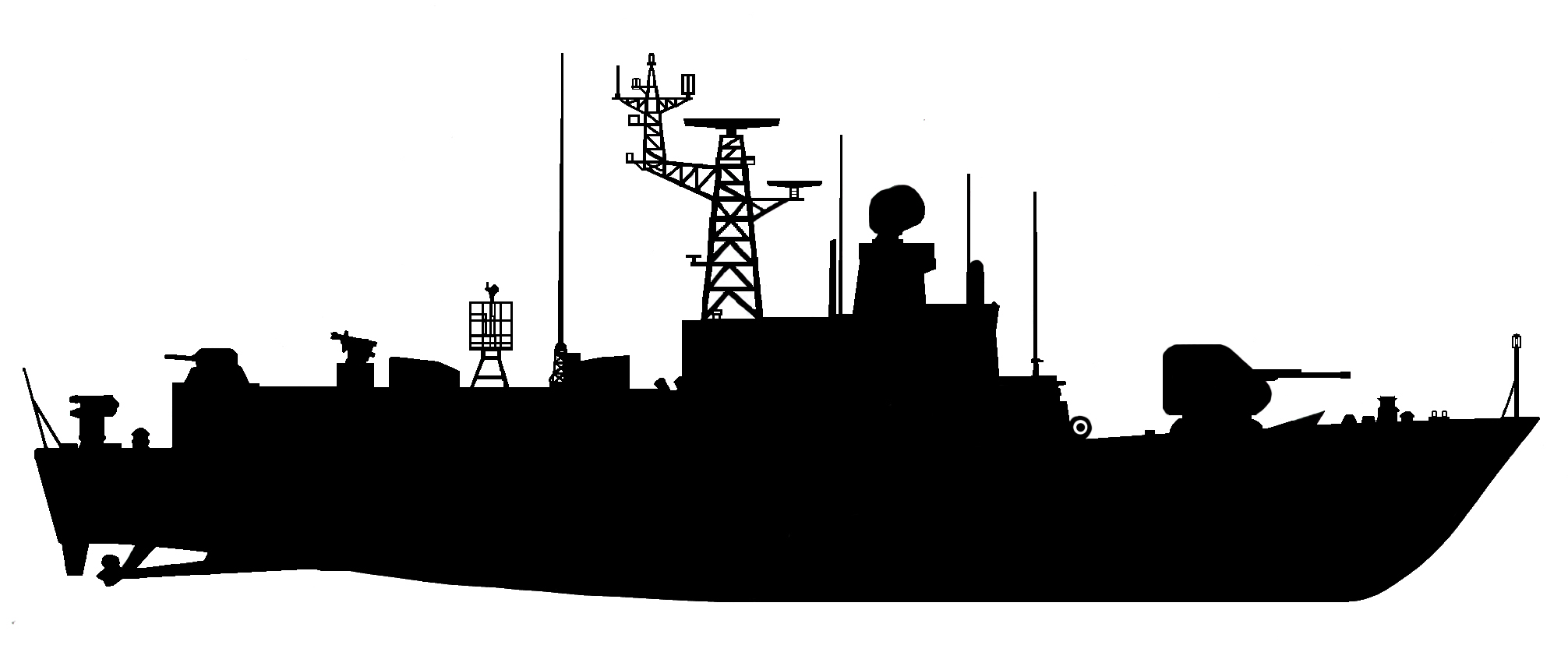
Sylwetka okrętów projektu 660 (przed modernizacją)

Okręty typu Orkan są klasyfikowane w MW jako małe okręty rakietowe . W roczniku Jane’s ujęte są jako korwety (FSGM) . Zbudowane zostały w układzie jednokadłubowca o klasycznej konstrukcji. Mają one długość 48,9 metra, szerokość 8,65 metra i zanurzenie 2,15 metra (49,8 m; na linii wodnej: 45 m/8,7 m/2,2  m ). Okręty te wypierają 369 ton wyporności pełnej i 333 standardowej  (wg rocznika Jane’s odpowiednio: 326 i 331 ton ). Kadłuby zbudowane są ze stali, mają wzdłużny układ wiązań oraz są w całości spawane. Dodatkowo grubość kadłuba jednostek jest zmienna, wynosząca od 3 do 7 milimetrów. W konstrukcję dna kadłuba wkomponowano specjalne fundamenty pod silniki oraz generatory prądu, zaś sam kadłub podzielono grodziami wodoszczelnymi na dziewięć wodoszczelnych przedziałów. Nadbudówka jednostek wykonana została w całości z aluminium, podobnie jak kadłub jest całkowicie spawana. Połączono ją z pokładem za pomocą bimetalu. Dodatkowo ze stopów aluminium wykonano część grodzi przedziałów oraz międzypokład.
W części dziobowej kadłuba, na międzypokładzie, znajdują się pomieszczenia mieszkalne dla załogi, barbeta armaty AK-176M oraz skrajnik dziobowy. Poniżej, także w części dziobowej, znajduje się przedział siłowni. W części rufowej umiejscowione są dwa przedziały siłowni, pomieszczenie gospodarcze oraz skrajnik rufowy. Układ kominowy ulokowany jest w burtach. Okręty mają dwukondygnacyjną nadbudówkę. Na najwyższej kondygnacji znajduje się okrętowe stanowisko dowodzenia GSD, gdzie w jego części wysuniętej bliżej dziobu, znajduje się sterówka. Na dolnym pokładzie pokładówki znajdują się kabiny oficerskie. Część pokładówki wysunięta w kierunku rufy zbudowana jest w sposób demontowalny, co pozwala na jej usunięcie w celu łatwiejszego dostępu do siłowni. Okręty na dachu pokładówki miały początkowo zamontowany kratownicowy maszt z systemami radiolokacyjnymi oraz elektronicznymi, który w wyniku przeprowadzonej modernizacji wymieniony został na nowy, stanowiący jednolitą bryłę. Załoga okrętów składa się z 37 osób, w tym 5 oficerów, 19 podoficerów i 13 marynarzy (stan na 2018 rok).

### Układ napędowy
Siłownia jednostek zbudowana jest w układzie CODAD. Napęd okrętów projektu 660M stanowią 3 silniki wysokoprężne M520 o mocy 3970 kW każdy. Każdy silnik napędza za pośrednictwem wału napędowego jedną, stałą śrubę okrętową. Energię elektryczną na okręcie wytwarzają trzy zespoły prądotwórcze Wola 104ZPM-135R6TC. Każdy z zespołów prądotwórczych składa się z czterosuwowego silnika wysokoprężnego i prądnicy, generuje moc 180 kW. Tak skonfigurowany układ napędowy pozwala osiągnąć prędkość maksymalną wynoszącą 36 węzłów, jednak podczas prób morskich ORP „Orkan” osiągnął prędkość 38,5 węzła. W dziobowej części kadłuba znajdują się dwa silniki M520, umiejscowione po obu burtach oraz jeden agregat, natomiast w części rufowej znajduje się jeden silnik oraz dwa zespoły prądotwórcze. W celu ochłodzenia spalin podczas ich opuszczania z układu kominowego, mieszane są one z wodą w tłumikach za pomocą wtrysków. Zabieg ten ogranicza widoczność w podczerwieni. Okręty mają trzy stery, napędzane elektrohydrauliczną maszyną sterową. Zapas paliwa zabieranego przez jednostki wynosi maksymalnie 28,5 tony. Zasięg przy prędkości ekonomicznej (14 węzłów) to 1600 Mm . Układ napędowy jest jedną ze słabych stron tej konstrukcji. Silniki wysokoprężne M520 mają bowiem krótkie okresy resursu oraz wymagają częstych i kosztownych remontów .

### Wyposażenie elektroniczne

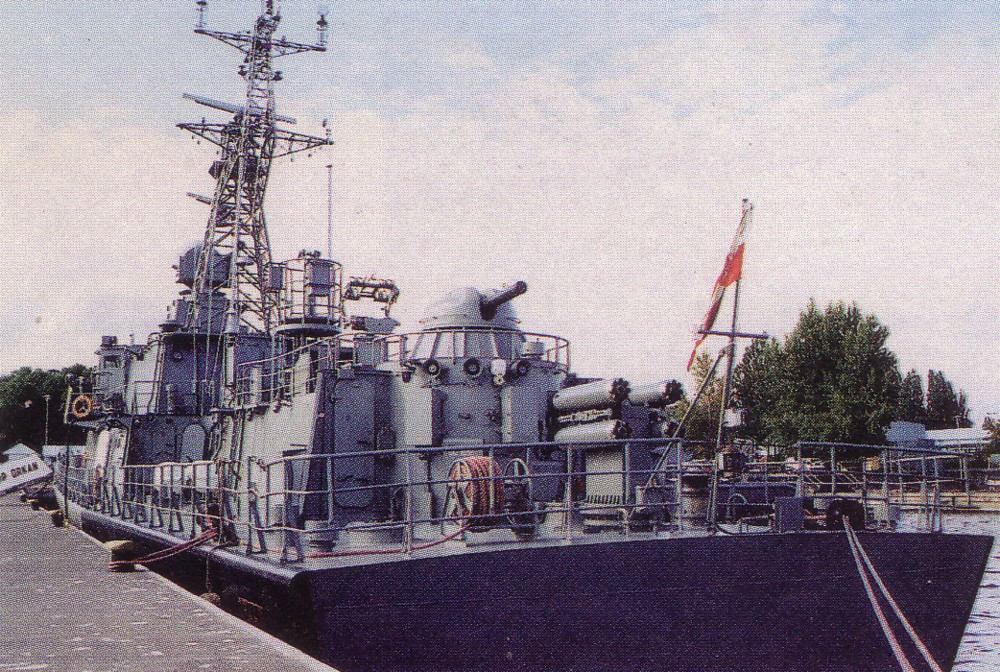
Widok od rufy na ORP „Orkan” przed modernizacją. Widoczny jest kratownicowy maszt, na którego topie jest radar NUR-27 i radar nawigacyjny. Na rufie znajduje się wyrzutnia celów pozornych Mars-4M

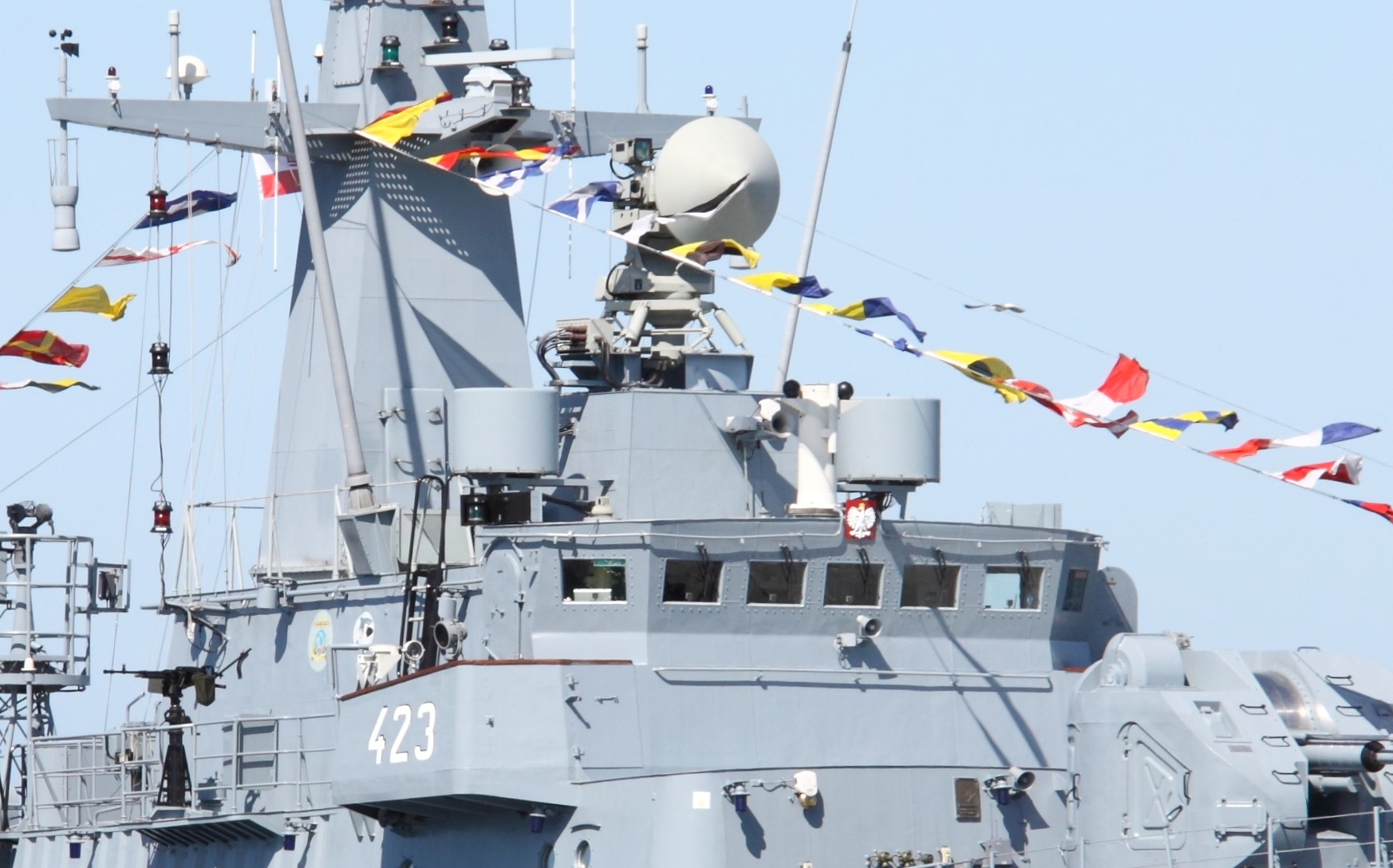
Widok na zmodernizowany ORP „Grom”, widoczny jest na pierwszym planie nowy radar kierowania ogniem Sting-EO, walcowe anteny systemu Breń oraz nowy maszt, na którym zamontowany jest radar 3D oraz nawigacyjny

#### Projekt 660
Okręty rakietowe proj. 660 przed modernizacją z początku XXI wieku dysponowały innym zestawem wyposażenia elektronicznego. Okręty dysponowały polską stacją radiolokacyjną NUR-27XA służącą do wykrywania zarówno celów powietrznych jak i nawodnych. Antena radaru zamontowana była na szczycie kratowanego masztu. Poniżej stacji NUR znajdował się radar nawigacyjny SRN-443XTA również produkcji krajowej. Początkowo planowano by radar wykrywania celów powietrznych i nawodnych był stabilizowany, jednak po przeprowadzonych próbach morskich okazało się to zbędne i zrezygnowano z tego pomysłu.
Jednostki wyposażono w system kierowania ogniem oraz wykrywania celów, w którego skład wchodził radar kierowania ogniem artylerii Wympieł-AME, który tożsamy był z systemem obecnym na okrętach typu Mołnia (także używanych w Marynarce Wojennej). Radar kierowania ogniem zamontowany był na specjalnym podwyższeniu na dachu nadbudówki, tuż nad mostkiem nawigacyjnym. Dodatkowo okręty mają celownik systemu Kołonka dla armat AK-630M i AK-176M. Okręty typoszeregu wyposażono w pasywny zestaw zakłócający Derkacz-2 składający się z czterech zmodyfikowanych wyrzutni Mars-4M dla celów pozornych średniego zasięgu kalibru 57 mm, umieszczonych na rufie, oraz ośmiu dwunastolufowych wyrzutni bliskiego zasięgu kalibru 70 mm znajdujących się po obu burtach. Cele pozorne odpalane mogły być zarówno automatycznie jak i ręcznie.
Na dodatkowe wyposażenie składały się m.in. system ORO-1, który przeznaczony był do wykrywania opromieniowywania okrętu poprzez falę radarową, zintegrowany system określania pozycji SZOP-4, system wykrywania ruchu okrętu OZRO, radionamiernik oraz systemy łączności wewnętrznej i zewnętrznej.

#### Projekt 660M
W roku 2006 podpisano umowę z firmą Thales Naval Nederland na modernizację oraz dozbrojenia okrętów projektu 660 w pociski manewrujące. Proces modernizacji odbywał się w latach 2008–2009 i obejmował wszystkie trzy okręty służące w PMW. Prace zrealizowano w Stoczni Marynarki Wojennej w Gdyni. W wyniku prowadzonych prac, wymieniono praktycznie całe wyposażenie elektroniczne okrętów. Jednostki częściowo przebudowano, w celu dostosowania ich do przenoszenia pocisków przeciwokrętowych oraz nowego wyposażenia radarowego. Usunięto stację radiolokacyjną NUR-27 a w zamian zamontowano nowoczesną, trójwspółrzędną, wielozadaniową stację dozoru nawodnego i powietrznego Sea Giraffe 3-D, zamontowano także nowy system identyfikacji „swój-obcy” (IFF), nowy system kierowania ogniem wraz z anteną radaru Sting-EO, system walki elektronicznej Breń produkcji polskiej oraz system dowodzenia i kierowania ogniem Tacticos. Dodatkowo okręty wyposażono w nowoczesne centrum bojowo–informacyjne (BCI) oraz w łącza wymiany danych Link-11.
Radar Sea Giraffe zamontowano na nowym maszcie, który zastąpił dotychczasową konstrukcję kratownicową. Radar kierowania ogniem ulokowany został w tym samym miejscu co poprzedni Wympieł-AME. Dodatkowo okręty wyposażono w dwa nowe radary nawigacyjne SM Bridgemaster-E. Zmodernizowanym okrętom zmieniono numer projektu poprzez dodanie litery M (= modernizowany) oznaczając je jako okręty rakietowe projektu 660M. W wyniku przeprowadzonych prac okręty stały się interoperacyjne z NATO.
Okręty wyposażono w wyrzutnie celów pozornych „Jastrząb”: osiem 9-lufowych kal. 81 mm i jedną 10-lufową kal. 122 mm .

### Uzbrojenie

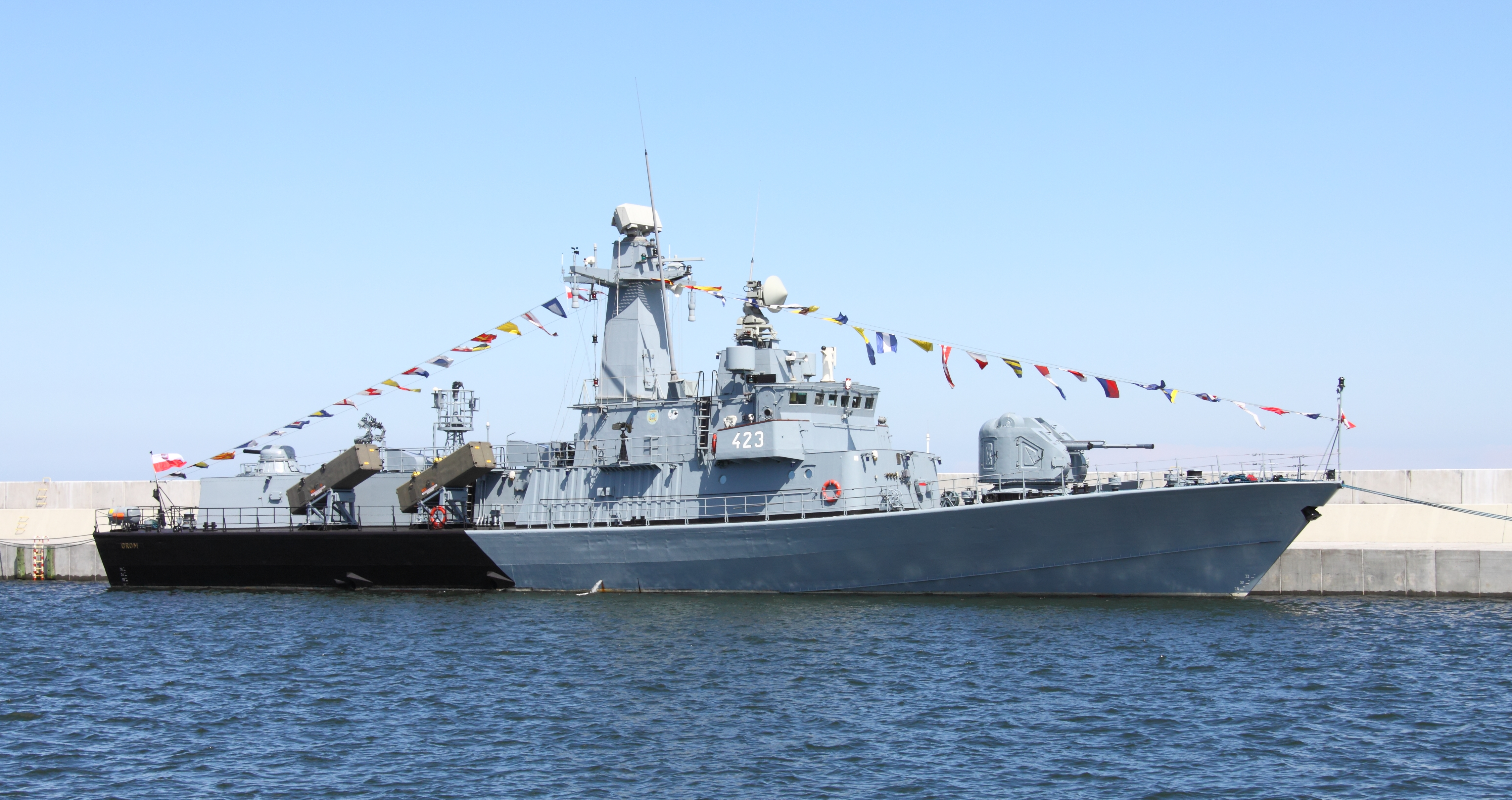
Uzbrojenie okrętów, widoczna jest armata AK-176M (na dziobie), kontenery z pociskami RBS15 Mk 2, armata AK-630M (na rufie), wyrzutnia FAM-14 oraz stanowiska karabinu WKM-B po bokach pokładówki

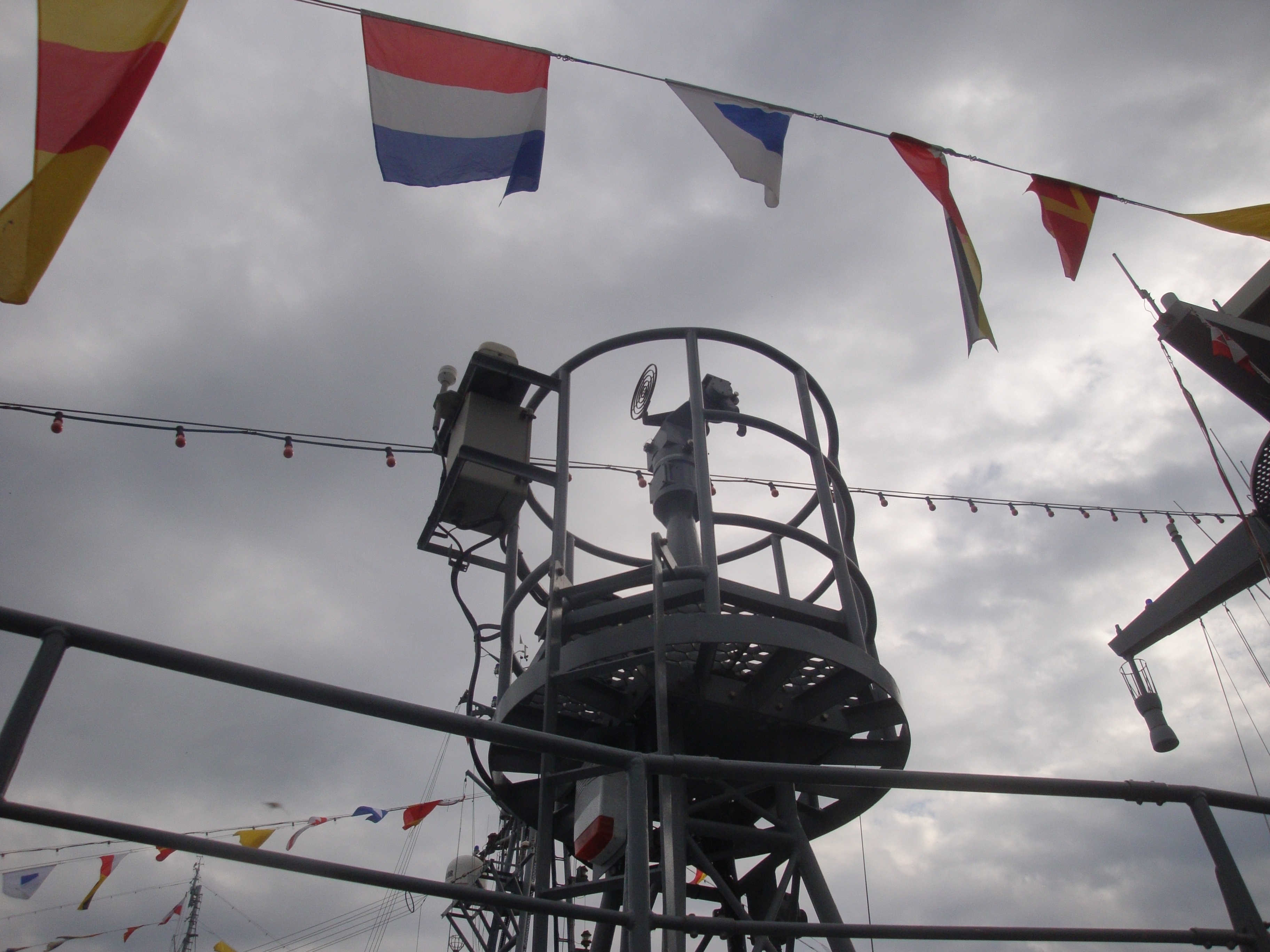
System celowniczy Kołonka na pokładzie ORP „Grom”

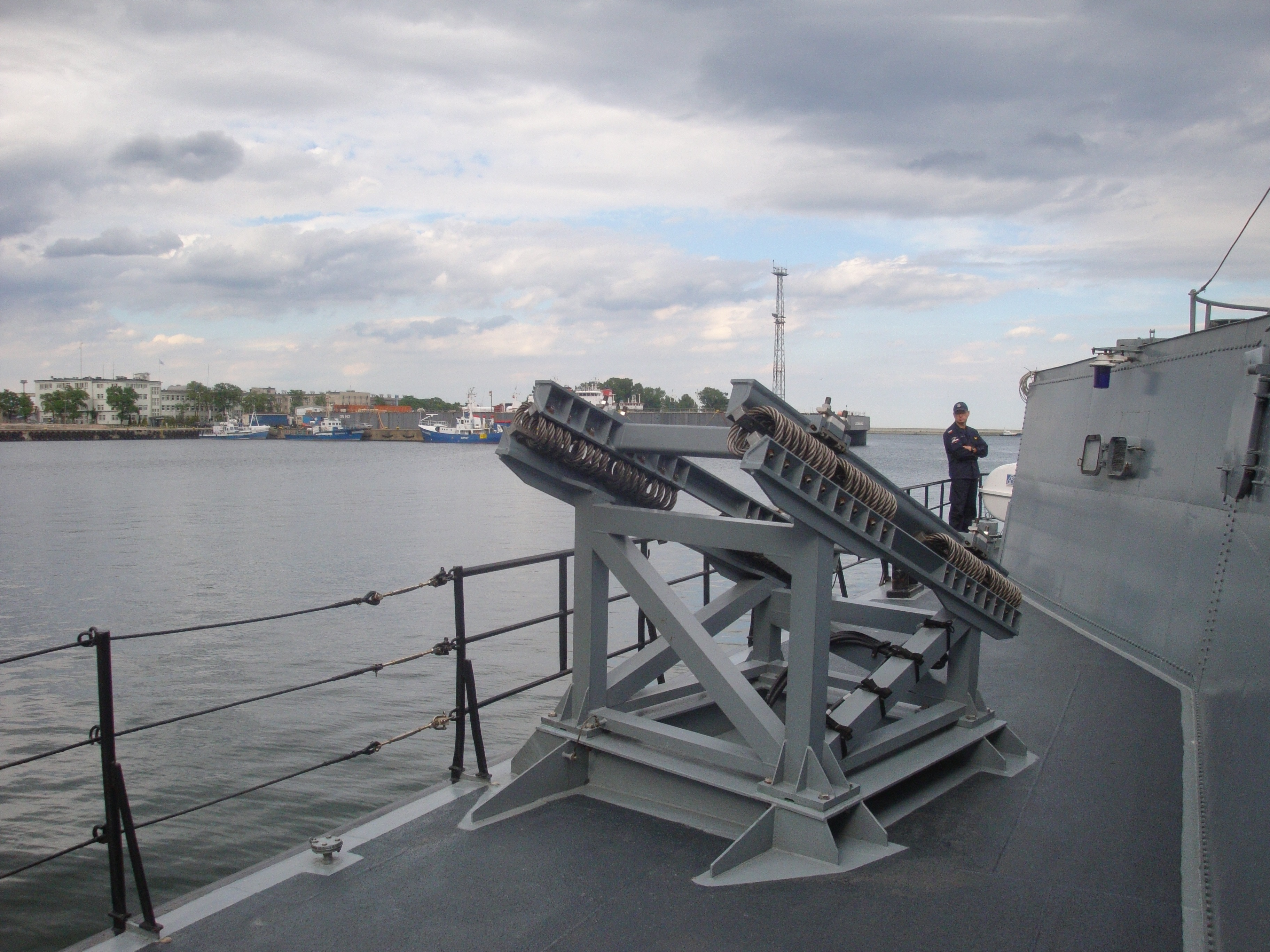
Podstawy pod wyrzutnie pocisków RBS15

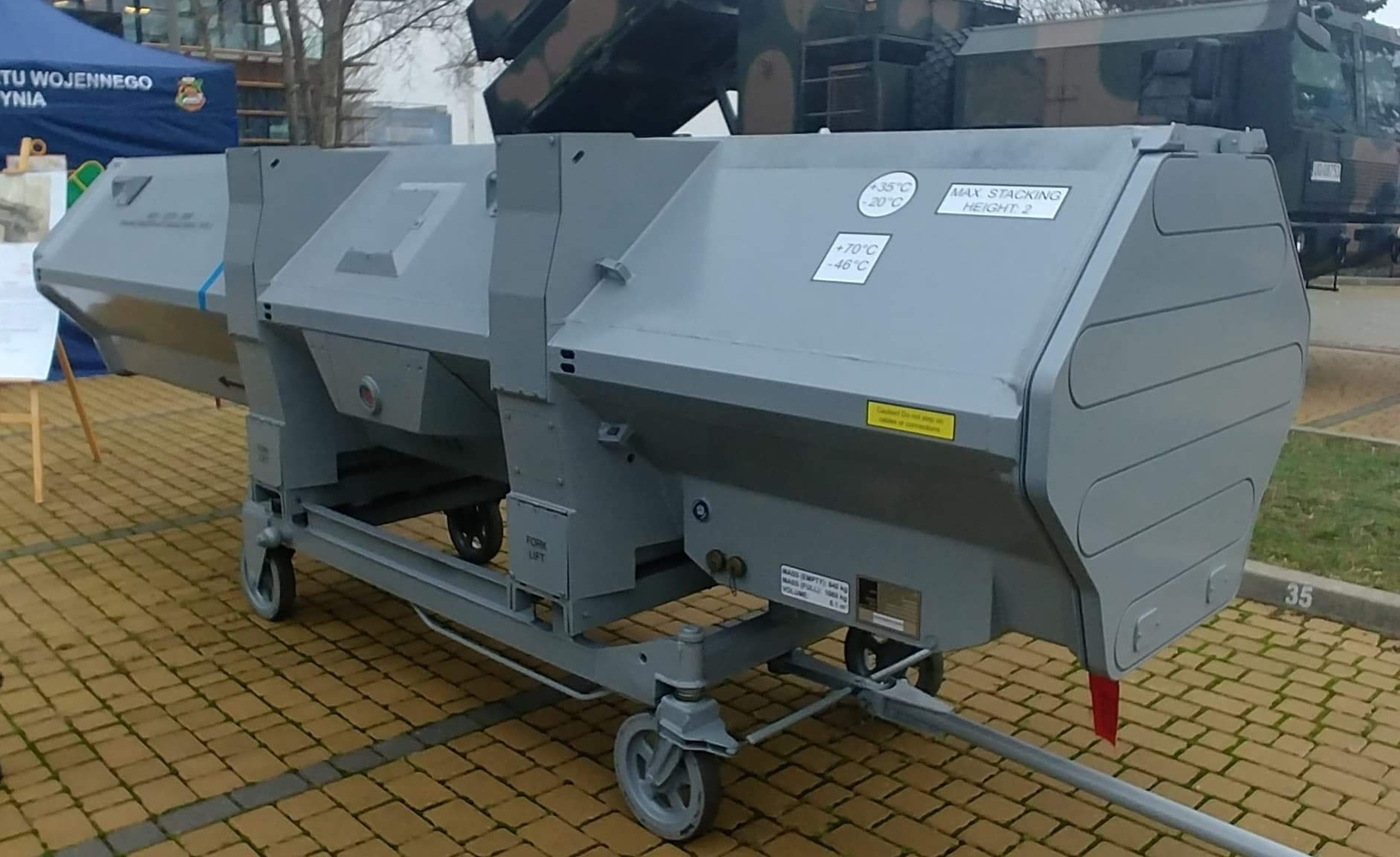
Pocisk RBS15 Mk 3 jednego z okrętów Orkan w kontenerze startowym

Uzbrojenie okrętów Orkan składało się z pojedynczej, morskiej armaty uniwersalnej AK-176M kalibru 76,2 mm oraz pojedynczej armaty przeciwlotniczej AK-630M. Ponadto okręty wyposażone były w jedną, czteroprowadnicową wyrzutnię FAM-14 dla przeciwlotniczych pocisków rakietowych Strzała-2M. Przed modernizacją oznaczoną jako proj. 660M okręty nie miały uzbrojenia w postaci pocisków przeciwokrętowych i de facto były to ścigacze artyleryjskie. Po przeprowadzonej modernizacji okręty wyposażono w statywy, jak i kontenery startowe z pociskami RBS15 Mk 3. Dodatkowo w wyniku modernizacji okręty dozbrojono także w dwa wielkokalibrowe karabiny maszynowe WKM-B kalibru 12,7 mm na podstawie słupkowej (1500 sztuk amunicji).
AK-176M to radziecka, morska armata uniwersalna. Usytuowano ją w części dziobowej okrętów, przed nadbudówką. Część artyleryjska działa składa się z armaty automatycznej kalibru 76,2 mm. Automatyka działa na zasadzie krótkiego odrzutu lufy. Lufa gwintowana, monoblokowa, wyposażona w przedmuchiwacz. Zamek pionowy, klinowy. Naboje donoszone automatycznie, z dwóch stron, z magazynu pod wieżą. Lufa ma system chłodzenia wodą zaburtową podczas strzelania. Armata dysponuje kątami podniesienia lufy wynoszącymi od -15° do +85°, oraz szybkostrzelnością wynoszącą od 30 do 120 strzałów na minutę. Jednostka ognia na okrętach proj. 660M wynosi 254 naboje, całość wraz z zapasem amunicji waży 13 ton. Jej donośność skuteczna to 12 km. Początkowo kierowanie ogniem armaty odbywało się przy pomocy radaru Wympieł, jednak w czasie modernizacji radar wymieniono na nowocześniejszy Sting-EO.
Drugim typem uzbrojenia artyleryjskiego na okrętach jest armata przeciwlotnicza AK-630M, również produkcji radzieckiej. Jest to sześciolufowe działko automatyczne zbudowane w układzie Gatlinga kalibru 30 mm (2000 sztuk amunicji). Armata znajduje się w rufowej części nadbudówki. System służy do zwalczania celów powietrznych oraz nawodnych na dystansie odpowiednio do 5000 i 4000 metrów. Kąty elewacji działa to od -12° do +88°. Armata ma możliwość obrotu w zakresie 260°. Kierowanie ogniem armaty odbywa się za pośrednictwem systemu celowniczego Kołonka, który nie został wymieniony w czasie prac modernizacyjnych. System ten umiejscowiony jest również na rufowej części nadbudówki. Stanowisko artyleryjskie systemu AK-630M pozbawione amunicji waży 1800 kg.
Czteroprowadnicowa wyrzutnia FAM-14 produkcji NRD przeznaczona była dla rakiet Strzała-2M. Zastosowanie wyrzutni FAM ułatwiało celowanie i odpalanie pocisków. Wyrzutnię umiejscowiono w rufowej części nadbudówki, pomiędzy systemem Kołonka a armatą AK-630M. Początkowo na wyrzutni stosowano pociski przeciwlotnicze Strieła-2M w morskiej wersji, oznaczonej w kodzie NATO jako SA-N-5 . Pocisk przeznaczony jest do zwalczania samolotów i śmigłowców. Zasięg maksymalny wynosi 2800 metrów, gdy cel namierzany jest od przodu, lub 4200 metrów gdy cel namierzany jest od tyłu, zaś minimalny to 800 metrów. Pułap zwalczania celów wynosi od 50 do 2300 metrów. Do wad pocisku należy mało skuteczna głowica naprowadzająca na podczerwień, umożliwiająca praktyczne jedynie użycie przeciwko celom, które oddalają się, oraz mały ładunek bojowy o masie tylko 1,15 kg. Zapas pocisków Strzała-2M wynosił 8 pocisków. „Strzały-2M” na pokładach Orkanów zostały zastąpione przez polskie rakiety przeciwlotnicze „Grom”. W 2016 roku z pokładów wszystkich trzech jednostek zdemontowano wyrzutnie FAM-14. Miało to związek z wymianą pocisków przeciwlotniczych „Strzała” na pociski „Grom”, które mogą być wystrzeliwane z ramienia operatora, bez potrzeby stosowania specjalnych wyrzutni.
Głównym uzbrojeniem jednostek przeciwko celom nawodnym są przeciwokretowe pociski manewrujące RBS15 Mk 3. Każdy z okrętów może zostać uzbrojony w maksymalnie 8 kontenerów startowych z tymi pociskami. Łącznie dla Orkanów zakupiono 36 pocisków manewrujących. Pociski RBS15 Mk 3 maja masę 800 kg, zaś odłamkowa głowica bojowa ma masę 200 kg. Naprowadzane są za pośrednictwem nawigacji bezwładnościowej oraz radarowo. Broń dysponuje zasięgiem do 200 km. Aby przełamać obronę przeciwnika, w pociskach zabudowano elektroniczne środki przeciwzakłóceniowe (ECCM). RBS15 zalicza się do klasy „odpal i zapomnij”, zaś dzięki zastosowaniu programowalnego przed odpaleniem radaru naprowadzającego, mogą być używane w każdych warunkach atmosferycznych. Przejściowo do czasu dostarczenia pocisków RBS15 Mk 3, na mocy podpisanej umowy Marynarka Wojenna otrzymała 8 starszych pocisków w wersji RBS15 Mk 2 z nadwyżek floty szwedzkiej. W pociski tymczasowe uzbrojono dwa okręty, obecnie starsze pociski w wersji Mk 2 wycofano użycia.

## Przeznaczenie jednostek
Okręty rakietowe typu Orkan przeznaczone sa do wykonywania uderzeń rakietowych na okręty nawodne i statki przeciwnika, zwalczania środków napadu powietrznego, osłony przeciwokrętowej oraz przeciwlotniczej własnych okrętów nawodnych i statków, a także patrolowania i ochrony szlaków komunikacyjnych oraz wyznaczonych obszarów morskich . Ze względu jednak na małą wyporność okrętów tego typu, ich zdolność do prowadzenia działań w trudnych warunkach hydrometeorologicznych, przy wzburzonym morzu, jest ograniczona. Także zdolności do odpierania ataków powietrznych nie są duże – posiadane systemy zapewniają jedynie podstawową obronę na krótkich dystansach. Według niektórych autorów okręty typu Orkan, podobnie jak inne małe okręty rakietowe, są bezbronne wobec środków napadu powietrznego i nie mogą operować poza zasięgiem systemów obrony przeciwlotniczej i przeciwrakietowej bez ryzyka zniszczenia . Pozytywnym aspektem uzbrojenia Orkanów w RBS-15 Mk 3 jest możliwość atakowania celów lądowych. Niektórzy autorzy kwestionują jednak efektywność stosowania przeciwokrętowych pocisków manewrujących do zwalczania celów lądowych . Osobną kwestią jest, czy przy wspomnianych niedostatkach obrony przeciwlotniczej okręty będą w stanie podejść do wybrzeża przeciwnika na odległość pozwalającą na otwarcie ognia . Orkany mają możliwość atakowania celów poza horyzontem radiolokacyjnym, przedstawiciele Marynarki Wojennej nie ujawniają jednak, czy wykrywanie i wskazywanie tych celów jest możliwe w oparciu o systemy detekcji używane przez Wojsko Polskie, czy też informacja ta musi być pozyskiwana z systemów innych krajów NATO .

## Służba
Pierwszy z okrętów projektu 660 – ORP „Orkan” wprowadzony został do służby 18 września 1992 roku. Jednostce nadano numer burtowy 421. Dwa lata później do służby wcielono drugą jednostkę ORP „Piorun” z numerem burtowym 422. Uroczystość miała miejsce 11 maca 1994 roku. Na ostatnim okręcie o numerze burtowym 423, banderę wojenną podniesiono 28 kwietnia 1995 roku, nadając mu imię ORP „Grom”. Wszystkie okręty wprowadzono do służby w 3 Flotylli Okrętów, gdzie służyły kolejno w 1. dywizjonie Okrętów Rakietowych w latach 1995–1999, 31 dywizjonie Okrętów Rakietowych w latach 1999–2004, dywizjonie Okrętów Rakietowych w latach 2004–2010 oraz dywizjonie Okrętów Bojowych w którego siłach znajdują się od 2011 roku. Okręty bazują w Gdyni  i stanowią wraz z dwoma fregatami typu Oliver Hazard Perry trzon polskiej floty .
Okręty tego typu aktywnie uczestniczą w krajowych jak i międzynarodowych manewrach od początku służby w Marynarce Wojennej. Pierwsza jednostka z serii – ORP „Orkan” już w 1993 roku odbyła strzelania artyleryjskie połączone z rejsem nawigacyjnym, podczas którego odwiedziła port w Sztokholmie. Okręt aktywnie uczestniczył także w międzynarodowych manewrach NATO, między innymi Strong Resolve, Baltops, Blugame czy Bilatex.
Z kolei ORP „Piorun”, będący drugą jednostką typoszeregu uczestniczył również w ćwiczeniach Strong Resolve, Baltops, Northern Coast oraz Baltic Swift, natomiast ostatni okręt serii, „ORP Grom” w 1999 roku był jednym z pierwszych polskich okrętów uczestniczących we wspólnych manewrach wraz z innymi okrętami państw NATO, tuż po wstąpieniu Polski w struktury organizacji. Okręt uczestniczył także w wielu krajowych manewrach oraz zagranicznych ćwiczeniach takich jak Danex czy Baltops.
Do roku 2017 jednostki projektu 660M przebyły łączną odległość wynoszącą 128 000 mil morskich. W dniach 31 sierpnia i 1 września 2021, dwa okręty projektu 660M: OORP „Orkan” oraz „Piorun” przeprowadziły pierwsze pod banderą Marynarki Wojennej strzelania rakietowe przy użyciu pocisków RBS 15 Mk 3. Strzelania odbyły się na rakietowym poligonie morskim Härnösand w Szwecji. Operację wspierały także fregata rakietowa OHP ORP „Gen. K. Pułaski”, okręt ratowniczy ORP „Lech” oraz zbiornikowiec ORP „Bałtyk”.